# Rosario Green
Pour les articles homonymes, voir Green et Macias.
María del Rosario Gloria Green Macías, née le 31 mars 1941 à Mexico et morte le 25 novembre 2017 dans la même ville, est une économiste, diplomate et femme politique mexicaine. Elle est notamment ministre des Affaires étrangères de 1998 à 2000 et secrétaire générale du Comité exécutif du Parti révolutionnaire institutionnel de 2005 à 2006.

## Biographie

### Études
Rosario Green est licenciée en relations internationales de l'université nationale autonome du Mexique et est titulaire d'une maîtrise en économie délivrée par le Colegio de México et l'université Columbia.

### Carrière
En janvier 1998, elle est nommée secrétaire aux Affaires étrangères dans le gouvernement d'Ernesto Zedillo, la première femme à exercer cette fonction au Mexique. Elle quitte ce ministère en novembre 2000 avec l'arrivée au pouvoir de Vicente Fox sous la présidence duquel elle est ambassadrice en Argentine.
Le 30 septembre 2005, elle est nommée secrétaire générale du Comité exécutif du Parti révolutionnaire institutionnel. Lors des élections générales du 2 juillet 2006, elle est élue sénatrice sur les listes du PRI et remplit son mandat jusqu'en 2012. Elle est présidente de la Commission des Affaires étrangères et, à ce titre, le 11 mars 2012, elle se déclare favorable au projet présenté par le juge de la Cour suprême Arturo Zaldivar, préconisant la libération de Florence Cassez.

## Distinctions
Elle est docteur honoris causa en sciences humaines du College of New Rochelle à New York, et en droit de l'université Tufts.